# Denis Law
Denis Law (Aberdeen, 24. veljače 1940. – Aberdeen, 17. siječnja 2025.) bio je škotski nogometaš koji je igrao na poziciji napadača.

## Životopis
Denis se rodio u Aberdeenu, a otac mu je bio ribar. Lawovi su bili jako siromašna obitelj, a otac mu je redovito posjećivao zalagaonicu.
Do 14. godine nije imao cipele, a prve kopačke dao mu je susjed. Kad je imao novaca, gledao je utakmice lokalnog kluba, a kad nije imao, onda je gledao ne-ligaške klubove. Za prvi klub počeo je igrati već sa 16 godina.  Bio je sjajan igrač i u karijeri je postigao tri stotine golova. Kad je počinjao karijeru, mnogi su se otimali za njega jer su željeli da takav talent igra baš za njihov klub. Jedan od ponuđača bio je i trener Matt Busby, ali je njegova ponuda odbijena. Svakim transferom cijena mu je rasla.
Vrlo brzo je prodan Torinu, ali mu se talijanski nogomet nije nimalo svidio. Također mu se nije svidjelo ponašanje koje je tamo vladalo. Naime, klub ga nije htio puštati na utakmice za reprezentaciju. Međutim, s druge strane, on je morao ići gdje god ga je klub poslao htio to on ili ne. Kad su ga htjeli prodati Juventusu, prekipjelo mu je pa je otišao kući. Kasnije je ipak prodan Manchester Unitedu. Tamo ga preuzima Matt Busby i od njega stvara igrača svjetske klase. Kad mu je jedan nogometni sudac rekao da je pametnjaković koji ne zna igrati, požalio se Mattu, pa su suca prijavili nogometnom savezu. On je strogo kažnjen, a Law je tvrdio da je taj događaj zaslužan za njegovo kasnije kažnjavanje na utakmicama.
Probleme su mu stvarali razrokost i desno koljeno, koje nikad nije propisno zaliječio. U Manchester Unitedu proveo je 11 godina, te je po broju golova drugi strijelac u povijesti kluba. (Prvi je naravno, Bobby Charlton). Nakon nogometa, posvetio se drugim aktivnostima, a zbog umijeća bio je nominiran kao najbolji škotski nogometaš u posljednjih 50 godina. Preživio je rak prostate. On i supruga Diana imaju petero djece. Njegova kći Diana, vodi odnose s javnošću Manchester Uniteda. Kad je George Best umirao 2005., on je bio uz njegov bolesnički krevet.